# هرایون

نقشه مکان جایگاه مقدس. اعداد در متن مقاله با اعداد نقشه مطابقت دارند

هیرئون ساموس یک جایگاه مقدس بزرگ برای الهه هرا، در جزیره ساموس، یونان بود، در ۶ کیلومتری جنوب غربی شهر باستانی ساموس (پیتاگوریون)، در حوضه کم ارتفاع و باتلاقی رودخانه ایمراسوس، در نزدیکی محل جایی که رودخانه به دریا وارد می‌شود. معبد آرکیایی در جایگاه مقدس نخستین معبد غول پیکر شیوه ایونی بود، اما پیشینیان آن در این مکان به دوره هندسی قرن هشتم قبل از میلاد، یا قبل از آن بازمی‌گشتند. محل ویرانه‌های معبد، با ستون ایستاده تنها، یک مکان مشترک جهانی یونسکو، به همراه پیتاگوریون در سال ۱۹۹۲ در فهرست میراث جهانی یونسکو ثبت شده است.

## تاریخ
اسطوره اصلی در قلب فرقه هرا در ساموس، محل تولد وی است. طبق رسم محلی، الهه در زیر درخت لیگوس (Vitex agnus-castus، "درخت پاکدامن") به دنیا آمد. این درخت هنوز در سکه‌های سموس در زمان روم دیده می‌شد و پوزانیاس اشاره می‌کند که این درخت هنوز در پناهگاه پابرجاست.

## شرح
در طول تاریخ هزار ساله پناهگاه، قطب آن محراب هرا (۷) و معابد پی در پی در مقابل آن بود، گه شامل چندین معبد دیگر، گنجینه‌های بیشمار، ستون‌ها، یک راه مقدس، و مجسمه‌های افتخاری بیشمار و سایر پیشکش‌ها بود.

### راه مقدس

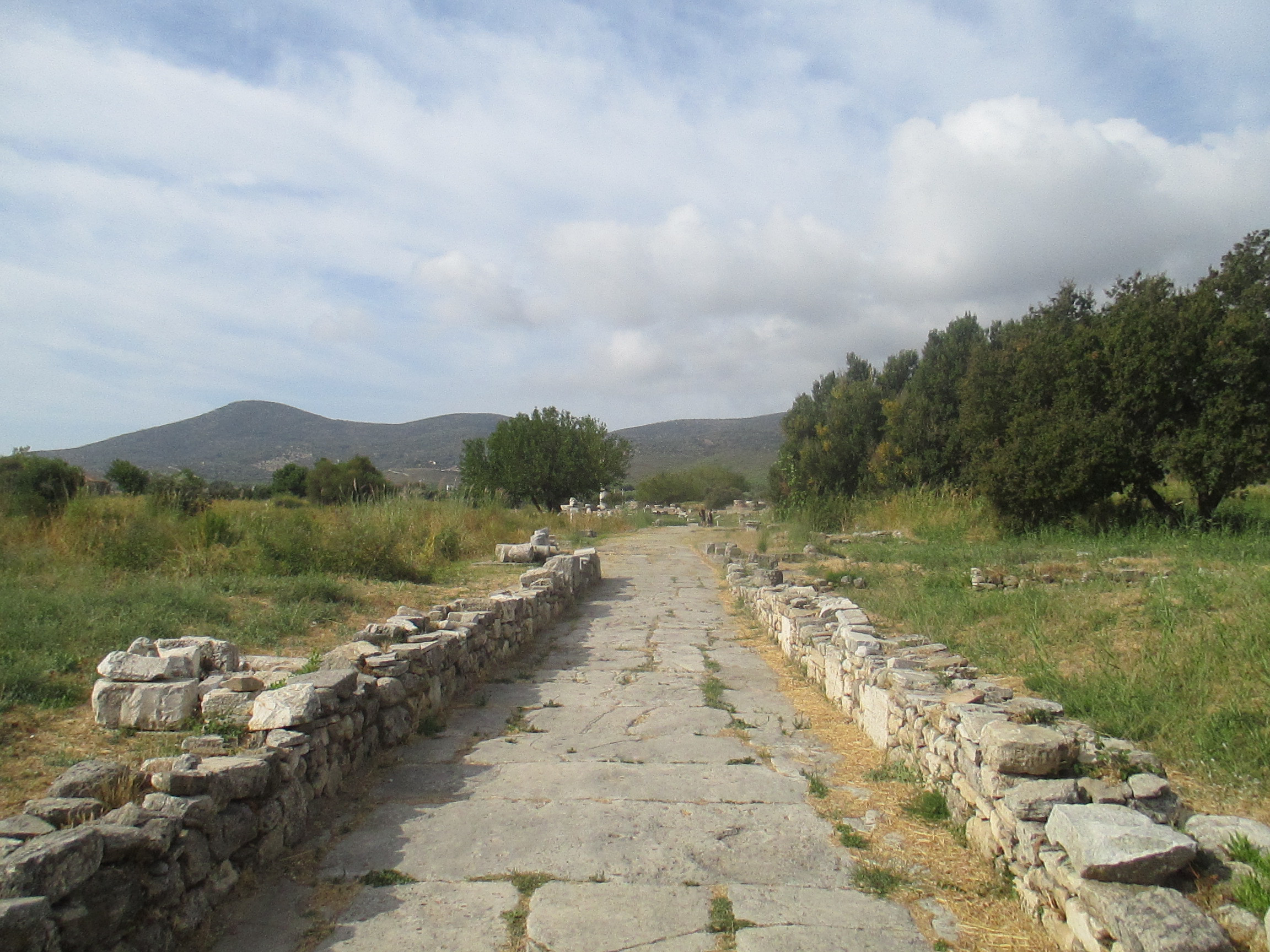
راه مقدس

راه مقدس جاده ای بود که از شهر ساموس به سمت جایگاه مقدس ساخته شد بود که نخستین بار در حدود ۶۰۰ سال قبل از میلاد مسیح بنای ان گذاشته شد. از آنجا که راه مقدس از کنار رودخانه ایمبراسوس عبور می‌کرد، یک سد بزرگ از خاک رس برای پشتیبانی از جاده و عبور مجدد از رودخانه ساخته شد. پیش از این، راه دسترسی ان از طریق دریا بود و ورودی اصلی آن در ضلع جنوب شرقی، در نزدیکی ساحل بود، اما ساخت راه مقدس باعث شد که مجدداً به جایگاه مقدس تغییر مکان داده شود، تمنوس با ورودی اصلی اکنون در ضلع شمالی آن قرار دارد.

### معبد هرا
یک جانشینی از معابد یادبود ساخته شده تقریباً در همان مکان به سمت غرب محراب وجود داشته‌است. از کاوش‌های باستان‌شناسی بسیاری از مراحل ساخت و ساز شناخته شده‌اند که بخشی از آن از طریق قطعات کاشی‌های سقفی مشخص شده‌است. این معبد در هشت کیلومتری غرب پیتاگوریون قرار گرفته‌است.

#### معبد سوم (معبد پلیکرات)

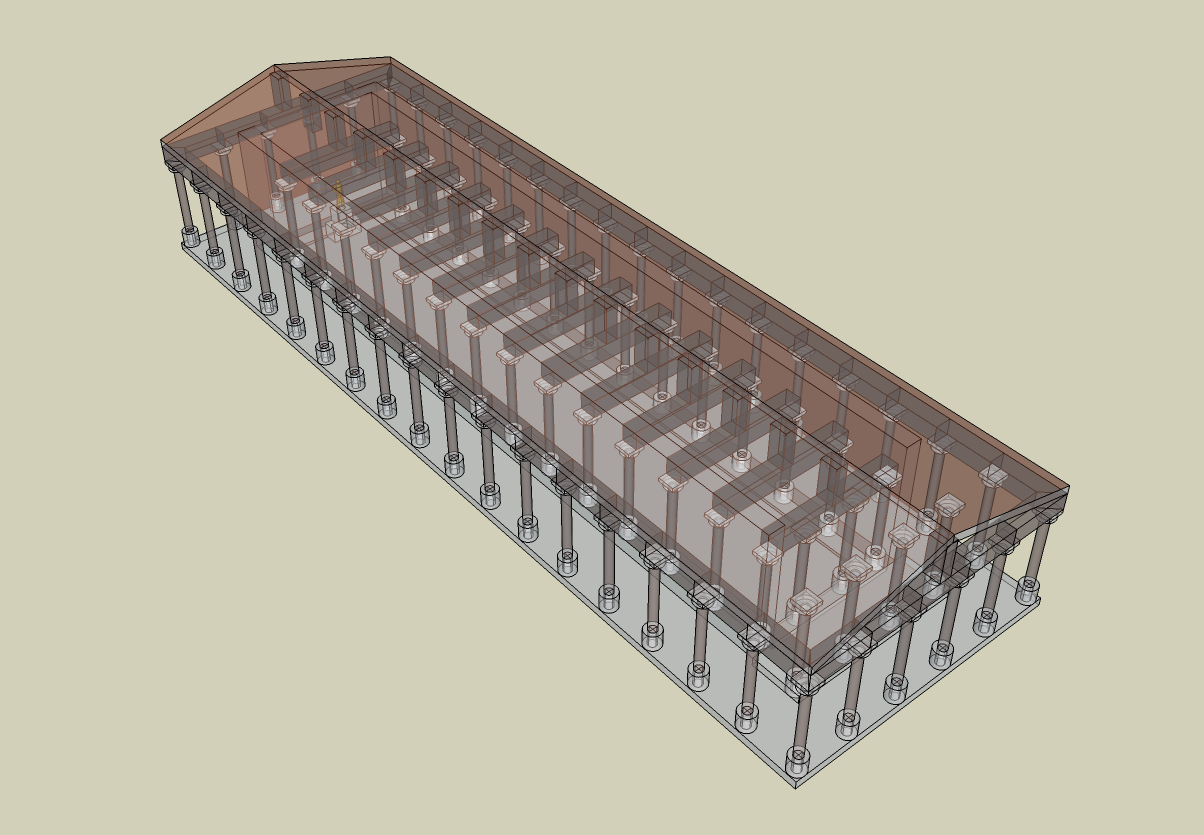
بازسازی معبد بزرگ (نمای ایزومتریک)

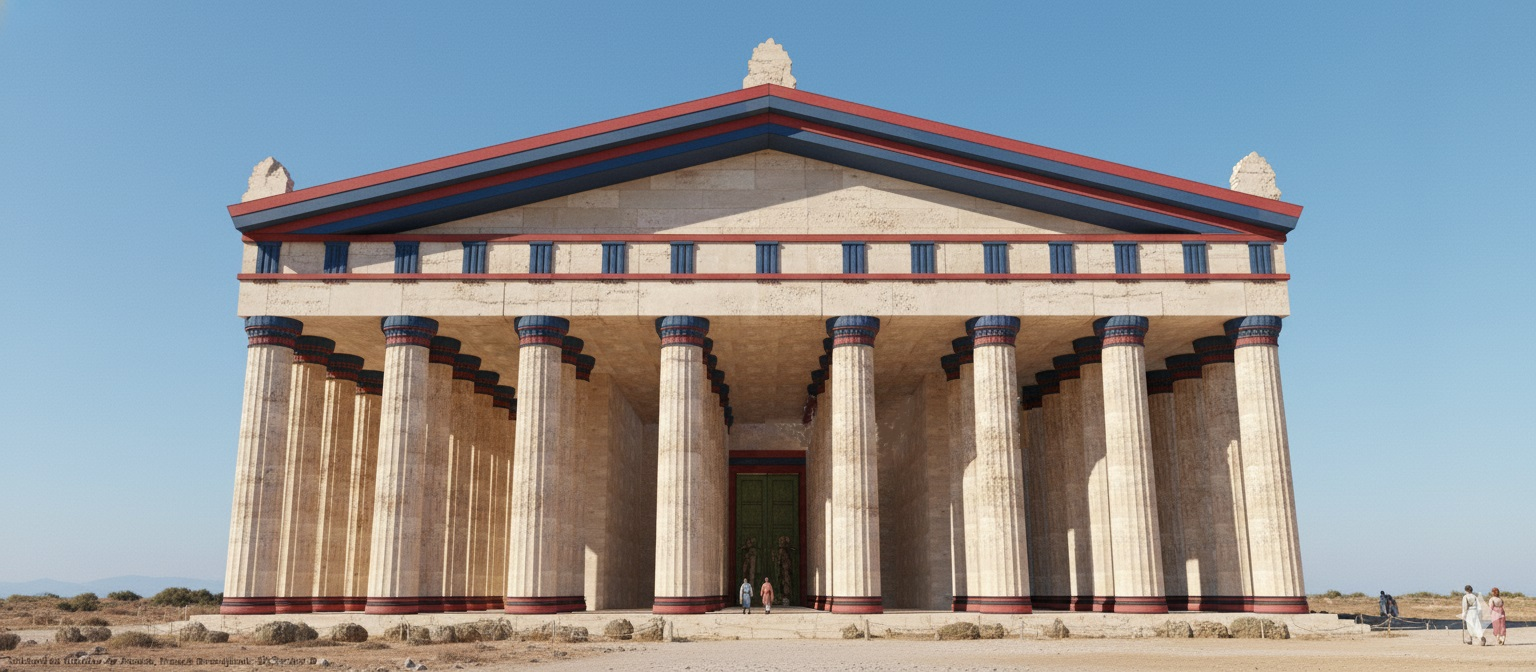
بازسازی معبد بزرگ (نمای جلویی)

پس از تخریب معبد رهیویکاس، یک معبد بزرگتر تقریباً ۴۰ متر (۱۳۰ فوت) در جهت غربی، که به «معبد بزرگ» یا «معبد پلیکرات» معروف است ساخته شد (۳)، پس از ستمگر معروف ساموس که در زمان ساخت آن حکمرانی کرده‌است. این معبد ۵۵٫۲ متر (۱۸۱ فوت) عرض و ۱۰۸٫۶ متر (۳۵۶ فوت)، یکی از بزرگترین معبدهای یونانی است.

#### معبد رومی
در مقطعی از دوره روم، یک معبد کوچکتر رومی (۵) ساخته شد تا تصویر فرقه را در شرق معبد بزرگ قرار دهد که در دست ساخت است. در قرن پنجم میلادی، این معبد ویران شد و از این سنگ برای ساختن کلیسایی در محوطه استفاده شده‌است.

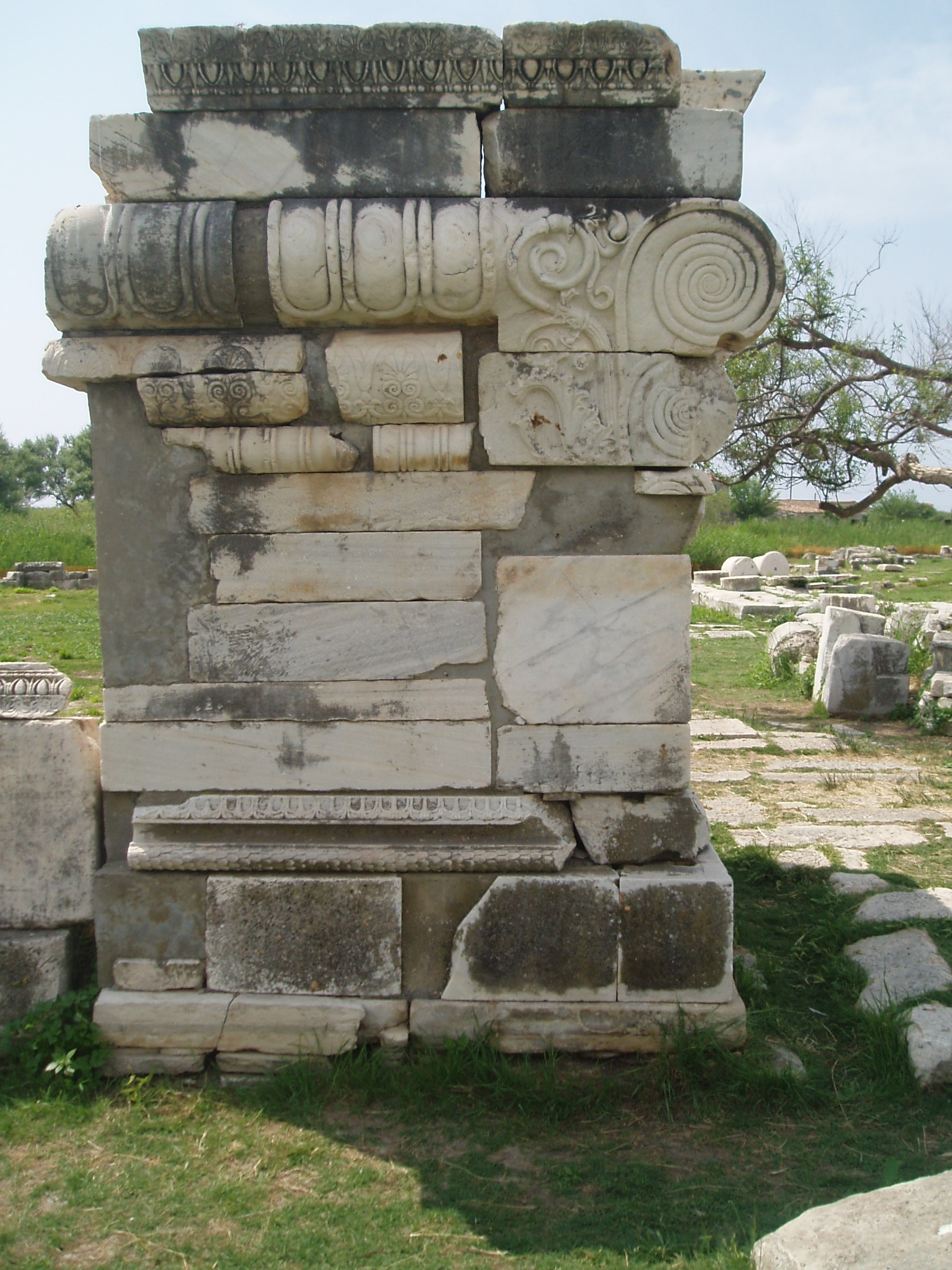
قطعات معماری محراب بزرگ

### محراب
شواهد باستان‌شناسی از فعالیت در محل محراب (۷) از اواخر دوره مایکان وجود دارد، اما اولین سازه در قرن نهم قبل از میلاد ساخته شده‌است. این سازه سنگی زبر و بدون تزیین می‌باشد و ۲٫۵ متر (۸٫۲ فوت) x ۱٫۲۵ متر (۴٫۱ فوت) است.

## بیشتر خواندن
- Barletta , Barbara A. (2001). مبانی سفارشات معماری یونان. کمبریج: انتشارات دانشگاه کمبریج.

## کتابشناسی - فهرست کتب
- Ohnesorg, Aenne (1990). "Archaic roof tiles from the Heraion on Samos". Hesperia. 59 (1): 181–192.
- Kyrieleis, H. (1993). "The Heraion at Samos".  In Marinatos, N.; Hägg, R. (eds.). Greek Sanctuaries: New Approaches. pp. 125-153.
- Pedley, John (2005). Sanctuaries and the Sacred in the Ancient Greek World. Cambridge: Cambridge University Press. pp. 154-168. ISBN 978-0-521-80935-1.
- Carty, Aideen (2005). Polycrates, Tyrant of Samos: New Light on Archaic Greece. Stuttgart: Franz Steiner Verlag.